# Coupe du Portugal de football 2018-2019
Navigation
Coupe du Portugal 2017-2018 Coupe du Portugal 2019-2020
La Coupe du Portugal de football 2018-2019 ou Taça de Portugal 2018-2019 en portugais, est la 79e édition de la Coupe du Portugal de football.La plus grande compétition éliminatoire du football portugais. La compétition a débuté avec les matches du premier tour le 8 septembre 2018 et se terminera avec la finale le 26 mai 2019. Les vainqueurs se qualifieront pour la phase de groupes de la Ligue Europa 2019-2020.
Il est contesté par 144 clubs, y compris des équipes des trois premiers rangs du système de ligues de football portugais, des représentants des ligues et coupes de district de quatrième rang. C'est la première saison à permettre une quatrième substitution dans le temps supplémentaire.
CD Aves , le champion en titre, a été éliminé par SC Braga en quarts de finale.

## Format
| Tour                       | Clubs restants | Clubs impliqués | Gagnants du tour précédent | Nouvelles entrées ce tour | Ligues entrant à ce tour                             |
| Premier tour               | 144            | 112             | aucun                      | 112                       | Campeonato de Portugal (3e) Ligue des districts (4e) |
| Deuxième tour              | 110            | 92              | 56 + 22                    | 14                        | LigaPro (2e)                                         |
| Trente-deuxièmes de finale | 64             | 64              | 46                         | 18                        | Primeira Liga (1er)                                  |
| Seizièmes de finale        | 32             | 32              | 32                         | aucun                     | aucun                                                |
| Huitièmes de finale        | 16             | 16              | 16                         | aucun                     | aucun                                                |
| Quarts de finale           | 8              | 8               | 8                          | aucun                     | aucun                                                |
| Demi finales               | 4              | 4               | 4                          | aucun                     | aucun                                                |
| Finale                     | 2              | 2               | 2                          | aucun                     | aucun                                                |

## Équipes
Au total, 144 équipes s'affronteront dans le Taça de Portugal 2018-2019: 18 équipes de Primeira Liga , 14 équipes de LigaPro , 71 équipes de Campeonato de Portugal et 41 équipes de la Ligue des districts .
| Primera Liga                                                                                       | Primera Liga | LigaPro                                                                                     | LigaPro                                                                               |
| -------------------------------------------------------------------------------------------------- | --- | ------------------------------------------------------------------------------------------- | ------------------------------------------------------------------------------------- |
| - Belenenses - Benfica - Boavista - SC Braga - Chaves - CD Aves - Feirense - Marítimo - Moreirense | - Nacional - Portimonense - FC Porto - Rio Ave - Santa Clara - Sporting CP - CD Tondela - Vitória FC - Vitória SC | - Académica - Académico de Viseu - Arouca - Cova da Piedade - Estoril - Famalicão - Farense | - Leixões - Mafra - Oliveirense - Paços de Ferreira - Penafiel - Sp. Covilhã - Varzim |

| Campeonato de Portugal | Campeonato de Portugal | Campeonato de Portugal | Campeonato de Portugal |
| --- | --- | --- | --- |
| - AD Oliveirense - Caçadores das Taipas - Chaves Satélite - Fafe - Felgueiras 1932 - Gil Vicente - Limianos - Maria da Fonte - Merelinense - Mirandela - Mirandês - C.D.C Montalegre - Pedras Salgadas - São Martinho - Torcatense - Trofense - Vilaverdense - Vizela | - Amarante - Césarense - Cinfães - Coimbrões - Gafanha - Gondomar - Leça - Lusitânia Lourosa - Lusitano Vildemoinhos - Paredes - Pedras Rubras - Penalva do Castelo - Águeda - Sanjoanense - Sp. Espinho - Sp. Mêda - União da Madeira | - AD Nogueirense - Alcains - Alverca - Anadia - Benfica Castelo Branco - Caldas - Fátima - Loures - Mação - Oleiros - Oliveira do Hospital - Peniche - Santa Iria - Sertanense - Sintrense - Torreense - União de Leiria - Vilafranquense | - 1.º Dezembro - Amora - Angrense - Armacenenses - Casa Pia - Ferreiras - Louletano - Moura - Olhanense - Olímpico Montijo - Oriental - Pinhalnovense - Praiense - Réal - Redondense - Sacavenense - Sp. Idéal - Vasco da Gama Vidigueira |

| Ligue des districts | Ligue des districts | Ligue des districts | Ligue des districts |
| --- | --- | --- | --- |
| Algarve FASilves (2e) Almancilense (CW) Angra do Heroísmo FAGraciosa Marítimo Graciosa Aveiro FABeira Mar (2e) Pampilhosa (CR) Beja FAPraia Milfontes (2e) Mineiro Aljustrelense (CW) Braga FAVieira (3e) Joane (CW) Bragança FAVila Flor (2e) Vinhais (CW) | Castelo Branco FASernache (2e) Idanhense (3e) Coimbra FAClube Condeixa (2e) Eirense (CR) Évora FAJuventude Évora (2e) Lusitanio Évora (CW) Guarda FATrancoso (2e) Gouveia (CW) Horta FAAucun Leiria FAAmigos da Paz (2e) Beneditense (CW) | Lisbonne FALourinhanense (3e) Coutada (CW) Madère FAMachico (2e) Ponta Delgada FARabo de Peixe Vale Formoso Portalegre FAGafetense (2e) Portalegrense (CW) Porto FAValadares Gaia (3e) [e] Rio Tinto (CW) | Santarém FAUnião de Tomar (2e) Torres Novas (3e) Setúbal FABarreirense (2e) Université de Santiago (CR) Viana do Castelo FAVianense (2e) Valenciano (CW) Vila Real FARégua (2e) Vila Real (CW) Viseu FASp. Lamego (1er) Vila de Silgueiros (CW) |

## Horaire
Tous les tirages au sort ont lieu au siège de la FPF à Cidade do Futebol, à Oeiras. Les temps de coup d'envoi des matchs sont en WET ( UTC ± 0 ) du quatrième tour aux demi-finales, et en WEST ( UTC + 1 ) pendant le reste de la compétition.
| Tour             | Date du tirage    | Rendez-vous                                            | Agencements | Les équipes | Prix gagné pour les équipes                       |
| Premier tour     | 10 août 2018      | 8 au 9 septembre 2018                                  | 56          | 144 → 110   | 3 000 €                                           |
| Deuxième tour    | 11 septembre 2018 | 29-30 septembre 2018                                   | 46          | 110 → 64    | 4 000 €                                           |
| Troisième tour   | 10 octobre 2018   | 18-21 octobre 2018                                     | 32          | 64 → 32     | 5 000 €                                           |
| Quatrième tour   | 26 octobre 2018   | 22-24 novembre 2018                                    | 16          | 32 → 16     | 6 000 €                                           |
| Cinquième tour   | 30 novembre 2018  | 18-19 décembre 2018                                    | 8           | 16 → 8      | 9 000 €                                           |
| Quarts de finale | 21 décembre 2018  | 15-17 janvier 2019                                     | 4           | 8 → 4       | 12 000 €                                          |
| Demi-finales     | 21 décembre 2018  | 5-7 février 2019 (1re étape) 2–4 avril 2019 (2e étape) | 4           | 4 → 2       | 17 500 €                                          |
| Finale           | 21 décembre 2018  | 26 mai 2019                                            | 1           | 2 → 1       | 150 000 € (finaliste perdant) 300 000 € (gagnant) |

## Premier Tour
| Groupe   | Date             | Locaux                 | Score           | Visiteurs                |
| -------- | ---------------- | ---------------------- | --------------- | ------------------------ |
| Groupe A | 8 septembre 2018 | Praiense               | 3 – 0           | Redondense               |
| Groupe A | 8 septembre 2018 | Pinhalnovense          | 5 – 0           | Vale Formoso             |
| Groupe A | 8 septembre 2018 | Casa Pia               | 6 – 0           | Graciosa                 |
| Groupe A | 8 septembre 2018 | Limianos               | 4 – 0           | Valenciano               |
| Groupe A | 8 septembre 2018 | Sacavenense            | 2 – 1           | Alverca                  |
| Groupe A | 8 septembre 2018 | Rabo de Peixe          | 0 – 0 (1-4 dcr) | Olimpico Montijo         |
| Groupe A | 8 septembre 2018 | Angrense               | 3 – 0           | Marítimo Graciosa        |
| Groupe B | 9 septembre 2018 | Amora                  | 3 – 2           | Louletano                |
| Groupe B | 9 septembre 2018 | União Madeira          | 3 – 1           | Lusitânia                |
| Groupe B | 9 septembre 2018 | Águeda                 | 2 – 1           | Trancoso                 |
| Groupe B | 9 septembre 2018 | Aljustrelense          | 0 – 0 (3-2 dcr) | Praia Milfontes          |
| Groupe B | 9 septembre 2018 | Almancilense           | 0 – 1           | Moura                    |
| Groupe B | 9 septembre 2018 | Amarante               | 6 – 0           | AD Oliveirense           |
| Groupe B | 9 septembre 2018 | Anadia                 | 3 – 1           | Penalva                  |
| Groupe C | 9 septembre 2018 | C.D.C. Montalegre      | 2 – 3           | Pedras Salgadas          |
| Groupe C | 9 septembre 2018 | Cesarense              | 1 – 0           | Sporting Mêda            |
| Groupe C | 9 septembre 2018 | Cinfães                | 0 – 0 (4-5 dcr) | Sp. Espinho              |
| Groupe C | 9 septembre 2018 | Coimbrões              | 0 – 2           | Rio Tinto                |
| Groupe C | 9 septembre 2018 | Condeixa               | 3 – 2           | Mação                    |
| Groupe C | 9 septembre 2018 | 1º Dezembro            | 1 – 2           | Sintrense                |
| Groupe C | 9 septembre 2018 | Eirense                | 2 – 0           | Gouveia                  |
| Groupe D | 9 septembre 2018 | Felgueiras 1932        | 9 – 0           | Vila Flor                |
| Groupe D | 9 septembre 2018 | Ferreiras              | 0 – 1           | Lusitano Evora           |
| Groupe D | 9 septembre 2018 | Gafetense              | 0 – 8           | Santa Iria               |
| Groupe D | 9 septembre 2018 | Joane                  | 0 – 2           | Fafe                     |
| Groupe D | 9 septembre 2018 | Gondomar               | 2 – 0           | Leça                     |
| Groupe D | 9 septembre 2018 | Amigos da Paz          | 2 – 0           | Torres Novas             |
| Groupe D | 9 septembre 2018 | Idanhense              | 1 – 2           | União Tomar              |
| Groupe E | 9 septembre 2018 | Juventude de Évora     | 1 – 3           | Armacenenses             |
| Groupe E | 9 septembre 2018 | Sp. Lamego             | 3 – 2 (dts)     | Régua                    |
| Groupe E | 9 septembre 2018 | Loures                 | 6 – 1           | Portalegrense            |
| Groupe E | 9 septembre 2018 | Lourinhanense          | 1 – 2           | Peniche                  |
| Groupe E | 9 septembre 2018 | Lusitano Vildemoinhos  | 2 – 4           | Beira-Mar                |
| Groupe E | 9 septembre 2018 | Maria da Fonte         | 4 – 0           | Mirandes                 |
| Groupe E | 9 septembre 2018 | Merelinense            | 3 – 1           | Vieira                   |
| Groupe F | 9 septembre 2018 | Oleiros                | 2 – 0           | Fátima                   |
| Groupe F | 9 septembre 2018 | Olhanense              | 0 – 0 (2-4 dcr) | Silves                   |
| Groupe F | 9 septembre 2018 | Oriental Lisboa        | 3 – 1           | Barreirense              |
| Groupe F | 9 septembre 2018 | Pampilhosa             | 0 – 0 (2-5 dcr) | Oliveira Hospital        |
| Groupe F | 9 septembre 2018 | Pedras Rubras          | 1 – 2           | Mirandela                |
| Groupe F | 9 septembre 2018 | Sanjoanense            | 2 – 0           | AD Nogueirense           |
| Groupe F | 9 septembre 2018 | São Martinho           | 6 – 1           | Machico                  |
| Groupe G | 9 septembre 2018 | Benfica Castelo Branco | 1 – 2           | União de Leiria          |
| Groupe G | 9 septembre 2018 | Vianense               | 0 – 1           | Gil Vicente              |
| Groupe G | 9 septembre 2018 | Vila Real              | 2 – 1           | Torcatense               |
| Groupe G | 9 septembre 2018 | Sertanense             | 2 – 0           | Beneditense              |
| Groupe G | 9 septembre 2018 | Sporting Ideal         | 0 – 2           | Real                     |
| Groupe G | 9 septembre 2018 | Torreense              | 2 – 0           | Coutada                  |
| Groupe G | 9 septembre 2018 | Trofense               | 1 – 0           | Vizela                   |
| Groupe H | 9 septembre 2018 | União Santiago         | 1 – 2           | Vasco da Gama Vigigueira |
| Groupe H | 9 septembre 2018 | Valadares Gaia         | 0 – 0 (4-2 dcr) | Paredes                  |
| Groupe H | 9 septembre 2018 | Vila Silgueiros        | 0 – 2           | Gafanha                  |
| Groupe H | 9 septembre 2018 | Vilafranquense         | 0 – 0 (2-4 dcr) | Caldas                   |
| Groupe H | 9 septembre 2018 | Vilaverdense           | 2 – 3           | Caçadores das Taipas     |
| Groupe H | 9 septembre 2018 | Vinhais                | 1 – 6           | Chaves Satélite          |
| Groupe H | 9 septembre 2018 | Vitória Sernache       | 1 – 0           | Alcains                  |

## Deuxième Tour

### Repêchage
Les 22 équipes perdantes du premier tour suivantes ont été sélectionnées pour participer au second tour :
| Alverca (CP)               | Paredes (CP)           |
| Beneditense (D)            | Praia Milfontes (D)    |
| Coimbrões (CP)             | Portalegrense (D)      |
| Fátima (CP)                | Sp. Idéal (CP)         |
| Joane (D)                  | Torres Novas (D)       |
| Leça (CP)                  | União Santiago (D)     |
| Louletano (CP)             | Vale Formoso (D)       |
| Lourinhanense (D)          | Valenciano (CP)        |
| Lusitano Vildemoinhos (CP) | Vila de Silgueiros (D) |
| Mirandês (CP)              | Vila Flor (D)          |
| C.D.C. Montalegre (CP)     | Vilafranquense (CP)    |

| Date              | Locaux                   | Score           | Visiteurs             |
| ----------------- | ------------------------ | --------------- | --------------------- |
| 29 septembre 2018 | Gondomar                 | 1 – 2           | Cova Piedade          |
| 29 septembre 2018 | Leça                     | 0 – 3           | Leixões               |
| 30 septembre 2018 | Praiense                 | 5 – 1           | Pinhalnovense         |
| 30 septembre 2018 | Águeda                   | 1 – 0           | Famalicão             |
| 30 septembre 2018 | Amora                    | 8 – 0           | Sp. Lamego            |
| 30 septembre 2018 | Anadia                   | 3 – 1           | Aljustrelense         |
| 30 septembre 2018 | Beira-Mar                | 0 – 1           | São Martinho          |
| 30 septembre 2018 | Beneditense              | 0 – 3           | Armacenenses          |
| 30 septembre 2018 | Caçadores das Taipas     | 0 – 1           | Arouca                |
| 30 septembre 2018 | Caldas                   | 1 – 2           | Gafanha               |
| 30 septembre 2018 | Casa Pia                 | 2 – 0           | Olimpico Montijo      |
| 30 septembre 2018 | Torres Novas             | 0 – 4           | Maria da Fonte        |
| 30 septembre 2018 | Cesarense                | 1 – 2           | Sp. Covilhã           |
| 30 septembre 2018 | Condeixa                 | 1 – 3           | Paços de Ferreira     |
| 30 septembre 2018 | Eirense                  | 0 – 3           | Torreense             |
| 30 septembre 2018 | Fafe                     | 1 – 0           | Sporting Ideal        |
| 30 septembre 2018 | Fátima                   | 1 – 0           | Oliveirense           |
| 30 septembre 2018 | Alverca                  | 0 – 3           | Academico Viseu       |
| 30 septembre 2018 | Felgueiras 1932          | 2 – 0           | Joane                 |
| 30 septembre 2018 | Gil Vicente              | 0 – 1           | Chaves Satélite       |
| 30 septembre 2018 | Amigos da Paz            | 2 – 4           | União Santiago        |
| 30 septembre 2018 | Limianos                 | 2 – 1           | Mafra                 |
| 30 septembre 2018 | Loures                   | 1 – 0           | Oleiros               |
| 30 septembre 2018 | Lusitano Evora           | 1 – 3           | Oriental Lisboa       |
| 30 septembre 2018 | Merelinense              | 0 – 3           | União Madeira         |
| 30 septembre 2018 | Mirandes                 | 2 – 3           | Coimbrões             |
| 30 septembre 2018 | Oliveira de Hospital     | 1 – 1 (3-5 dcr) | Lusitano Vildemoinhos |
| 30 septembre 2018 | Pedras Salgadas          | 1 – 0           | Académica             |
| 30 septembre 2018 | Peniche                  | 1 – 3           | C.D.C. Montalegre     |
| 30 septembre 2018 | Portalegrense            | 0 – 3           | Farense               |
| 30 septembre 2018 | Praia Milfontes          | 2 – 5           | Valenciano            |
| 30 septembre 2018 | Real                     | 0 – 0 (4-5 dcr) | Mirandela             |
| 30 septembre 2018 | Rio Tinto                | 1 – 4           | Moura                 |
| 30 septembre 2018 | Sacavenense              | 2 – 1           | Varzim                |
| 30 septembre 2018 | Santa Iria               | 3 – 1           | Lourinhanense         |
| 30 septembre 2018 | Vila Real                | 2 – 2 (5-4 dcr) | Sanjoanense           |
| 30 septembre 2018 | Silves                   | 2 – 1           | Paredes               |
| 30 septembre 2018 | Sp. Espinho              | 0 – 0 (6-5 dcr) | Sintrense             |
| 30 septembre 2018 | Tomar                    | 0 – 3           | Vilafranquense        |
| 30 septembre 2018 | Trofense                 | 2 – 3           | Penafiel              |
| 30 septembre 2018 | Valadares Gaia           | 0 – 1           | Louletano             |
| 30 septembre 2018 | Vasco da Gama Vidigueira | 0 – 1           | Estoril               |
| 30 septembre 2018 | Vila Flor                | 0 – 5           | Amarante              |
| 30 septembre 2018 | Vila Silgueiros          | 0 – 2           | Angrense              |
| 30 septembre 2018 | Vitória Sernache         | 1 – 3           | Sertanense            |
| 30 septembre 2018 | Vale Formoso             | 3 – 0           | União de Leiria       |

## Trente-deuxièmes de finale
| Date            | Locaux                | Score            | Visiteurs          |
| --------------- | --------------------- | ---------------- | ------------------ |
| 18 octobre 2018 | Sertanense            | 0–3              | Benfica            |
| 19 octobre 2018 | Vila Real             | 0–6              | FC Porto           |
| 20 octobre 2018 | Cova da Piedade       | 2–1              | Portimonense       |
| 20 octobre 2018 | Amora                 | 3–4 (a.p.)       | Belenenses SAD     |
| 20 octobre 2018 | Valenciano            | 0–7              | Vitória SC         |
| 20 octobre 2018 | Sp. Espinho           | 3–3 (11-10 g.p.) | Académico de Viseu |
| 20 octobre 2018 | Loures                | 1–2              | Sporting           |
| 21 octobre 2018 | Vale Formoso          | 4–3 (a.p.)       | Coimbrões          |
| 21 octobre 2018 | Moura                 | 0–0 (3-4 g.p.)   | Marítimo           |
| 21 octobre 2018 | Leixões               | 3–1              | Amarante           |
| 21 octobre 2018 | Vilafranquense        | 0–4              | Anadia             |
| 21 octobre 2018 | Fátima                | 1–4              | Boavista           |
| 21 octobre 2018 | Armacenenses          | 1–2              | Vitória FC         |
| 21 octobre 2018 | S. Martinho           | 0–1              | Moreirense         |
| 21 octobre 2018 | Torreense             | 1–5              | Rio Ave            |
| 21 octobre 2018 | Águeda                | 1–0              | Louletano          |
| 21 octobre 2018 | Santa Iria            | 0–2              | Praiense           |
| 21 octobre 2018 | Estoril               | 1–1 (3-4 g.p.)   | CD Tondela         |
| 21 octobre 2018 | Pedras Salgadas       | 1–4              | Chaves             |
| 21 octobre 2018 | Maria da Fonte        | 1–2              | Santa Clara        |
| 21 octobre 2018 | Mirandela             | 1–2 (a.p.)       | Feirense           |
| 21 octobre 2018 | Lusitano Vildemoinhos | 4–3 (a.p.)       | Nacional           |
| 21 octobre 2018 | Casa Pia              | 2–1              | Angrense           |
| 21 octobre 2018 | Silves FC             | 2–1 (a.p.)       | Chaves Satélite    |
| 21 octobre 2018 | Paços de Ferreira     | 2–0              | Gafanha            |
| 21 octobre 2018 | União da Madeira      | 2–0              | União Santiago     |
| 21 octobre 2018 | C.D.C. Montalegre     | 2–1 (a.p.)       | Oriental Lisboa    |
| 21 octobre 2018 | Fafe                  | 0–0 (2-4 g.p.)   | Penafiel           |
| 21 octobre 2018 | Farense               | 1–3              | Arouca             |
| 21 octobre 2018 | Limianos              | 0–2              | Sp. Covilhã        |
| 21 octobre 2018 | Sacavenense           | 1–3              | CD Aves T          |
| 21 octobre 2018 | Felgueiras 1932       | 0–1              | SC Braga           |

## Seizièmes de finale
| Date             | Locaux                | Score      | Visiteurs      |
| ---------------- | --------------------- | ---------- | -------------- |
| 22 novembre 2018 | Benfica               | 2–1        | Arouca         |
| 24 novembre 2018 | Cova da Piedade       | 0–3 (a.p.) | CD Aves T      |
| 24 novembre 2018 | Lusitano Vildemoinhos | 1–4        | Sporting       |
| 24 novembre 2018 | FC Porto              | 2–0        | Belenenses SAD |
| 25 novembre 2018 | Sp. Covilhã           | 0–3        | Moreirense     |
| 25 novembre 2018 | C.D.C. Montalegre     | 1–0        | Águeda         |
| 25 novembre 2018 | Rio Ave               | 7–0        | Silves FC      |
| 25 novembre 2018 | Leixões               | 1–0        | Anadia         |
| 25 novembre 2018 | Paços de Ferreira     | 3–1        | Casa Pia       |
| 25 novembre 2018 | Penafiel              | 1–4        | Vitória FC     |
| 25 novembre 2018 | Sp. Espinho           | 0–4        | Boavista       |
| 25 novembre 2018 | União da Madeira      | 0–2        | Vitória SC     |
| 25 novembre 2018 | CD Tondela            | 7–0        | Vale Formoso   |
| 25 novembre 2018 | Marítimo              | 0–3        | Feirense       |
| 25 novembre 2018 | Santa Clara           | 1–2        | Chaves         |
| 25 novembre 2018 | SC Braga              | 2–1        | Praiense       |

## Huitièmes de finale
| Date             | Locaux            | Score                   | Visiteurs         |
| ---------------- | ----------------- | ----------------------- | ----------------- |
| 18 décembre 2018 | Vitoria FC        | 0 - 1 ap                | SC Braga          |
| 18 décembre 2018 | Leixões           | 2 - 2 ap (4-2) t. a. b. | CD Tondela        |
| 18 décembre 2018 | FC Porto          | 4 - 3                   | Moreirense        |
| 19 décembre 2018 | C.D.C. Montalegre | 0 - 1                   | Benfica           |
| 19 décembre 2018 | Sporting          | 5 - 2                   | Rio Ave           |
| 19 décembre 2018 | Boavista          | 0 - 1                   | Vitoria SC        |
| 19 décembre 2018 | Feirense          | 1 - 1 ap (4-2) t. a. b. | Paços de Ferreira |
| 19 décembre 2018 | CD Aves T         | 2 - 0                   | Chaves            |

## Quarts de finale
| Date            | Locaux     | Score    | Visiteurs |
| --------------- | ---------- | -------- | --------- |
| 15 janvier 2019 | CD Aves T  | 1 - 2    | SC Braga  |
| 15 janvier 2019 | Leixões    | 1 - 2 ap | FC Porto  |
| 15 janvier 2019 | Vitoria SC | 0 - 1    | Benfica   |
| 16 janvier 2019 | Feirense   | 0 - 2    | Sporting  |

## Demi-finales
| Équipe     | Aller | Total  | Retour | Équipe      |
| ---------- | ----- | ------ | ------ | ----------- |
| SL Benfica | 2 - 1 | 2 - 2E | 0 - 1  | Sporting CP |
| FC Porto   | 3 - 0 | 4 - 1  | 1 - 1  | SC Braga    |

| 6 février 2019       | SL Benfica                           | 2 - 1   | Sporting CP         | Estadio da Luz, Lisbonne |                          |
| 20h45 (heure locale) | Gabriel Appelt 16e · Ilori 64e (csc) | (1 - 0) | 82e Bruno Fernandes | Arbitrage : Luis Godinho | Arbitrage : Luis Godinho |
| 20h45 (heure locale) | Rapport                              |         |                     | Arbitrage : Luis Godinho | Arbitrage : Luis Godinho |

| 26 février 2019      | FC Porto                                                            | 3 - 0   | SC Braga | Estádio do Dragão, Porto |  |
| 20h15 (heure locale) | Alex Telles 37e (pen.) · Tiquinho Soares 63e · Yacine Brahimi 90+4e | (1 - 0) |          |                          |  |
| 20h15 (heure locale) | Rapport                                                             |         |          |                          |  |

| 2 avril 2019         | SC Braga     | 1 - 1   | FC Porto                    | Stade municipal de Braga, Braga |  |
| 20h15 (heure locale) | Paulinho 41e | (1 - 0) | Danilo Pereira 74e · Felipe |                                 |  |
| 20h15 (heure locale) | Rapport      |         |                             |                                 |  |

| 3 avril 2019         | Sporting CP         | 1 - 0   | SL Benfica | Estádio José Alvalade, Lisbonne |  |
| 20h45 (heure locale) | Bruno Fernandes 75e | (0 - 0) | Rafa Silva |                                 |  |
| 20h45 (heure locale) | Rapport             |         |            |                                 |  |

## Finale
| 25 mai 2019 | Sporting CP               | 2-2   | FC Porto                   | Estádio Nacional, Oeiras |  |
|             | Fernandes 45e · Dost 101e | (1-1) | Soares 41e · Felipe 120+1e |                          |  |
|             | Tirs au but 5-4           |       |                            |                          |  |

## Droits de diffusion TV
Les matches suivants ont été ou seront retransmis en direct à la télévision portugaise:
| Tour                       | RTP                                                                                    | Sport TV                                                  | Valeur    |
| Trente-deuxièmes de finale | Sertanense 0–3 Benfica Loures 1–2 Sporting CP                                          | Sertanense 0–3 Benfica Loures 1–2 Sporting CP             | 50 000 €  |
| Trente-deuxièmes de finale | Vila Real 0–6 Porto Felgueiras 1932 0–1 Braga                                          |                                                           | 50 000 €  |
| Seizièmes de finale        | Benfica 2–1 Arouca Porto 2–0 Belenenses                                                | Benfica 2–1 Arouca Porto 2–0 Belenenses                   | 75 000 €  |
| Seizièmes de finale        | Lusitano Vildemoinhos 1–4 Sporting CP Braga 2–1 Praiense                               |                                                           | 75 000 €  |
| Huitièmes de finale        | Porto 4–3 Moreirense Montalegre 0–1 Benfica                                            | Porto 4–3 Moreirense Montalegre 0–1 Benfica               | 100 000 € |
| Huitièmes de finale        | Vitória de Setúbal 0–1 Braga Boavista 0–1 Vitória de Guimarães Sporting CP 5–2 Rio Ave |                                                           | 100 000 € |
| Quarts de finale           | Vitória de Guimarães 0–1 Benfica Feirense 0–2 Sporting CP                              | Vitória de Guimarães 0–1 Benfica Feirense 0–2 Sporting CP | 125 000 € |
| Quarts de finale           | Desportivo das Aves 1–2 Braga Leixões 1–2 Porto                                        |                                                           | 125 000 € |
| Demi finales               | Benfica 2–1 Sporting CP                                                                | Benfica 2–1 Sporting CP                                   | 150 000 € |
| Demi finales               | FC Porto3-0SC Braga                                                                    |                                                           | 150 000 € |
| Demi finales               | SC Braga1-1FC Porto                                                                    |                                                           | 150 000 € |
| Final                      |                                                                                        |                                                           | 300 000 € |